# Im Himmel trägt man hohe Schuhe

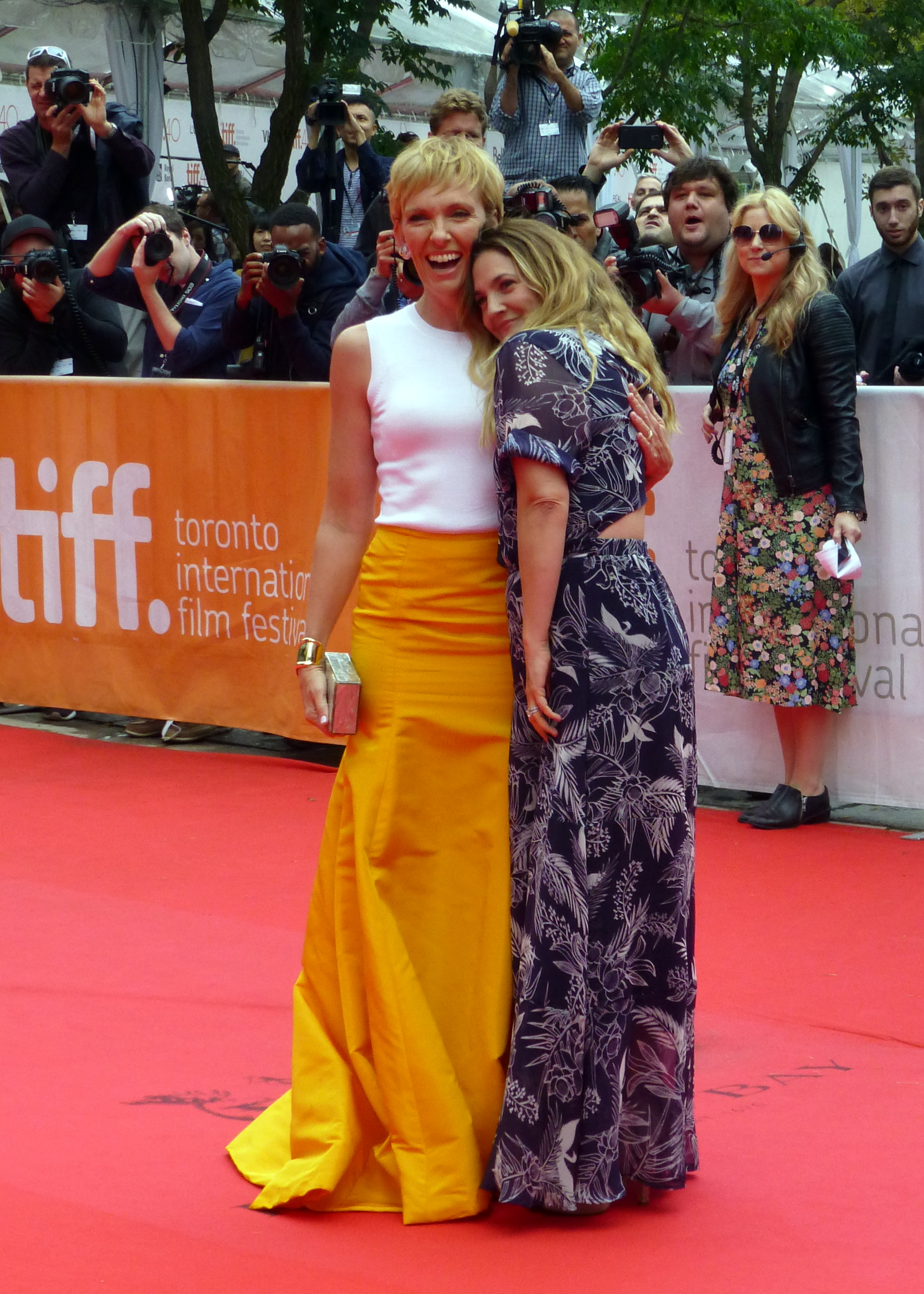
Toni Collette und Drew Barrymore bei der Premiere von Im Himmel trägt man hohe Schuhe auf dem Toronto International Film Festival 2015

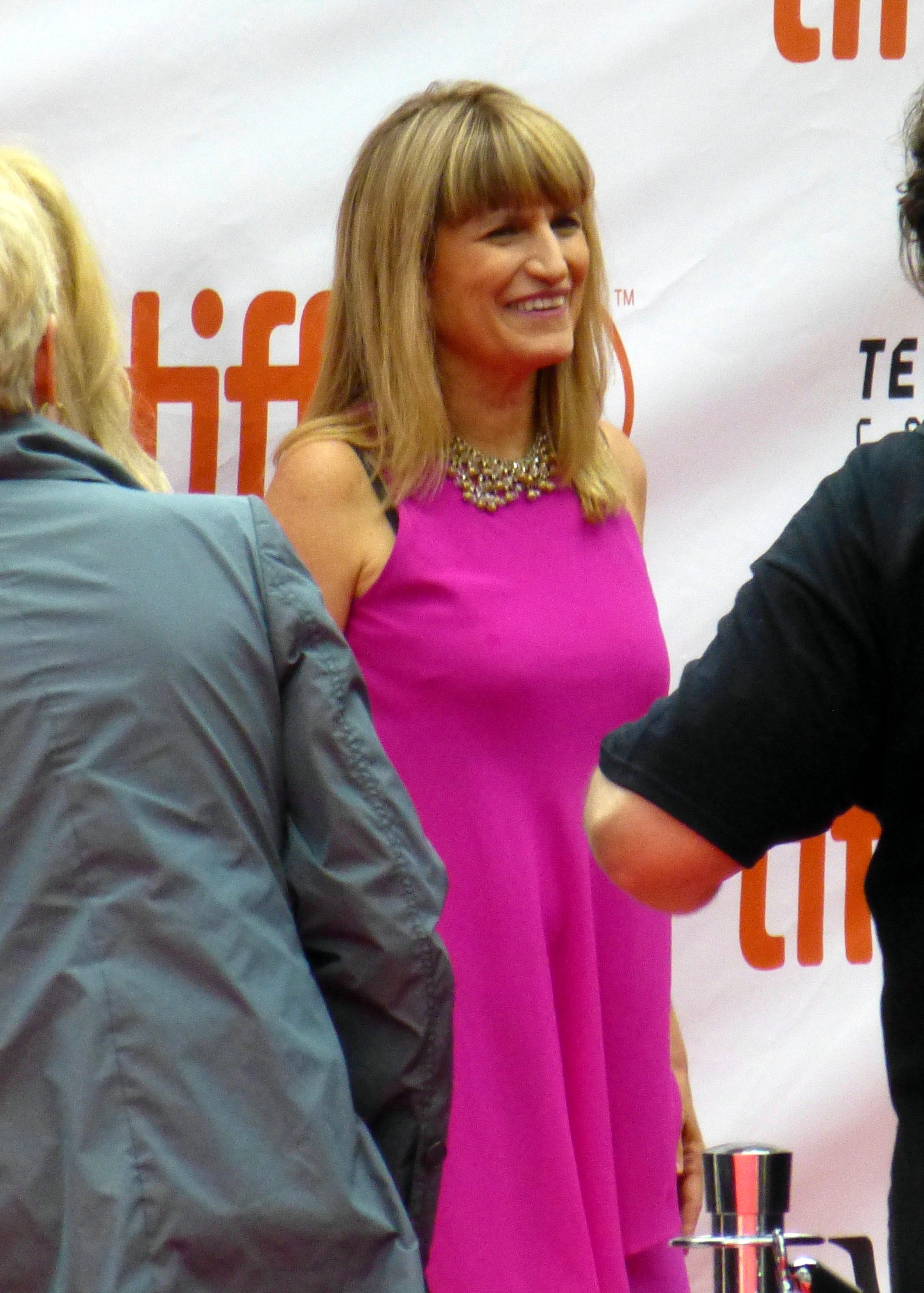
Regisseurin Catherine Hardwicke bei der Premiere von Im Himmel trägt man hohe Schuhe auf dem Toronto International Film Festival 2015

Im Himmel trägt man hohe Schuhe (Originaltitel: Miss You Already) ist eine britische Tragikomödie aus dem Jahr 2015 von Regisseurin Catherine Hardwicke. In den Hauptrollen spielen Drew Barrymore und Toni Collette. Der Film basiert auf dem Stück Goodbye von Morwenna Banks, die auch das Drehbuch schrieb.

## Handlung
Milly und Jess sind seit ihrer Schulzeit beste Freundinnen und unternehmen alles gemeinsam. Als sie erwachsen werden, engagiert sich Jess weiterhin im Umweltschutz und lebt mit ihrem Freund Jago auf einem Hausboot. Ihr Kinderwunsch bleibt unerfüllt. Milly hingegen macht Karriere, heiratet ihren Freund Kit und sie bekommen zusammen zwei Kinder, Ben und Scarlett.
Eines Tages bekommt Milly nach einer Routineuntersuchung die Diagnose Brustkrebs, ihr geordnetes Leben kommt durch diesen Schicksalsschlag ziemlich ins Wanken. Sie traut sich es zunächst nicht, dies ihrem Mann Kit zu erzählen, sondern vertraut sich schließlich Jess an. Milly braucht Jess’ Unterstützung bei der Chemotherapie. Jess hat jedoch auch ihre eigenen Probleme, so möchte sie mittels künstlicher Befruchtung endlich schwanger werden. Da sie Milly in ihrem Zustand damit nicht belasten möchte, setzt sie die entscheidenden Behandlungen aus, was zu Konflikten mit Jago führt. Sie entschließt sich dann doch anders und wird tatsächlich schwanger. Milly erfährt, dass die Chemotherapie angesprochen habe, aber auch, dass eine beidseitige Brustamputation notwendig sei. Milly betrinkt sich und gesteht Jess, dass sie sich nicht unattraktiv fühlen möchte. Aufgrund der ganzen Situation sieht sich Jess nicht in der Lage, Milly von ihrer Schwangerschaft zu unterrichten. Mittlerweile erfährt Jess, dass Jago wegen der hohen Kosten der künstlichen Befruchtung für eine Zeit auf einer Bohrinsel arbeiten müsse.
Nach ihrer Operation distanziert sich Milly immer mehr von Kit. Nach ihrem Geburtstag fährt Milly mit Jess zu den Mooren nach Yorkshire, um zu sehen, wo die Brontë-Schwestern aufwuchsen. Doch dies ist nur ein Vorwand, denn Milly ist eigentlich Barkeeper Ace gefolgt, mit dem sie nach der Operation ein sexuelles Verhältnis angefangen hat. Dies führt zu einem Streit der beiden Frauen und Jess verrät Milly ihre Schwangerschaft. Die beiden Frauen entfremden sich. Doch das Schicksal holt beide kurz darauf wieder ein: Jess hat eine Hochrisikoschwangerschaft und Milly bekommt einen tödlichen Gehirntumor. Sie versöhnt sich mit Kit und erzählt auch ihren Kindern, dass sie sterben werde und in ein Hospiz ziehen werde. Ein letzter Wunsch von Milly ist, bei der Geburt von Jess’ erstem Kind dabei sein zu können. Mithilfe ihrer Mutter Miranda gelingt es, Milly aus dem Hospiz ins Krankenhaus zu schleusen, sodass Milly bei der Geburt dabei sein kann. Nur wenige Tage später stirbt Milly im Hospiz, mit Jess an ihrer Seite.
Einige Jahre sind vergangen und Jess ist zum zweiten Mal schwanger. Bei einem gemeinsamen Essen von Jess’ und Millys Familie erinnert sich Jess an früher und denkt an ihre beste Freundin Milly. In deren Tochter Scarlett erkennt sie Wesenszüge von Milly wieder.

## Produktion
Gedreht wurde der Film im September 2014 in London und an verschiedenen Orten in West Yorkshire. Der Film hatte seine Premiere am 12. September 2015 auf dem Toronto International Film Festival 2015.

## Soundtrack
Für den Soundtrack wurden unter anderem folgende Songs verwendet:
- Band of Skulls (I Know What I Am)
- Sara Jackson-Holeman (When You Dream)
- Jane’s Addiction (Been Caught Stealing)
- The All-American Rejects (There's a Place)
- Joan Jett and the Blackhearts (Crimson and Clover, Miss You Already)
- Hentai Superstar (Better Together, L.A. Vampires)
- R.E.M. (Losing My Religion)
- Moby feat. Damien Jurado (Almost Home)
- Labyrinth (What We Leave Behind)
- Paloma Faith (The Crazy Ones)
- Broken Bells (Leave it Alone)
- Harry Gregson-Williams (Goodbye)

## Synchronisation
Die deutsche Synchronisation übernahm die Mo Synchron GmbH. Die Dialogregie führte Henning Stegelmann, der auch das Dialogbuch schrieb.
| Rolle       | Schauspieler       | Deutsche Stimme         |
| ----------- | ------------------ | ----------------------- |
| Jess        | Drew Barrymore     | Nana Spier              |
| Milly       | Toni Collette      | Christin Marquitan      |
| Jago        | Paddy Considine    | Marcus Off              |
| Ace         | Tyson Ritter       | Max Felder              |
| Achmed      | Mem Ferda          | Peyman Khadem-Saba      |
| Miranda     | Jacqueline Bisset  | Dagmar Dempe            |
| Kit         | Dominic Cooper     | Robin Kahnmeyer         |
| Aces Nanny  | Eileen Davies      | Bettina Kenter          |
| Ben         | Ryan Baker         | Dominik Schneider       |
| Dr. Butala  | Silas Carson       | Manfred Trilling        |
| Hebamme     | Shola Adewusi      | Denise Gorzelanny       |
| Jill        | Frances de la Tour | Angelika Bender         |
| Kira        | Anjli Mohindra     | Katharina Schwarzmaier  |
| Pfleger Sam | Ben Moor           | Jakob Riedl             |
| Scarlett    | Honor Kneafsey     | Lilian Weckmann-Pokorny |

## Rezeption

### Kritiken
Das Lexikon des internationalen Films beschreibt den Film als eine Tragikomödie, welche die Szenen der Krebserkrankung durch lauten Humor auffangen würde. Hierbei würde die „Inszenierung vom perfekten Zusammenspiel der beiden Hauptdarstellerinnen profitier[en], die mit Verve unterschiedliche Temperamente aufeinanderprallen lassen“. Als Fazit schreiben die Autoren: „Durch die komischen Zwischenspiele bleibt der Film um eine enge Frauenfreundschaft in die Routine des Wohlfühlkinos eingebunden.“
Die Redaktion der Cinema hingegen urteilt weniger positiv: „Regisseurin Catherine Hardwicke („Dreizehn“) trifft mit irritierender Verlässlichkeit in fast jeder Szene den falschen Ton.“

### Einspielergebnis
Der Film spielte weltweit ungefähr 7,6 Millionen US-Dollar ein.